# Guntersdorf (Duitsland)
Guntersdorf is een plaats in de Duitse gemeente Herborn, deelstaat Hessen, en telt 348 inwoners (2008).